# خاندان تویوتومی
خاندان تویوتومی (به ژاپنی: 豊臣氏 Toyotomi-shi) یک خاندان ژاپنی قبل از دوره ادو بود.